# Ministerium für Ernährung, Ländlichen Raum und Verbraucherschutz Baden-Württemberg

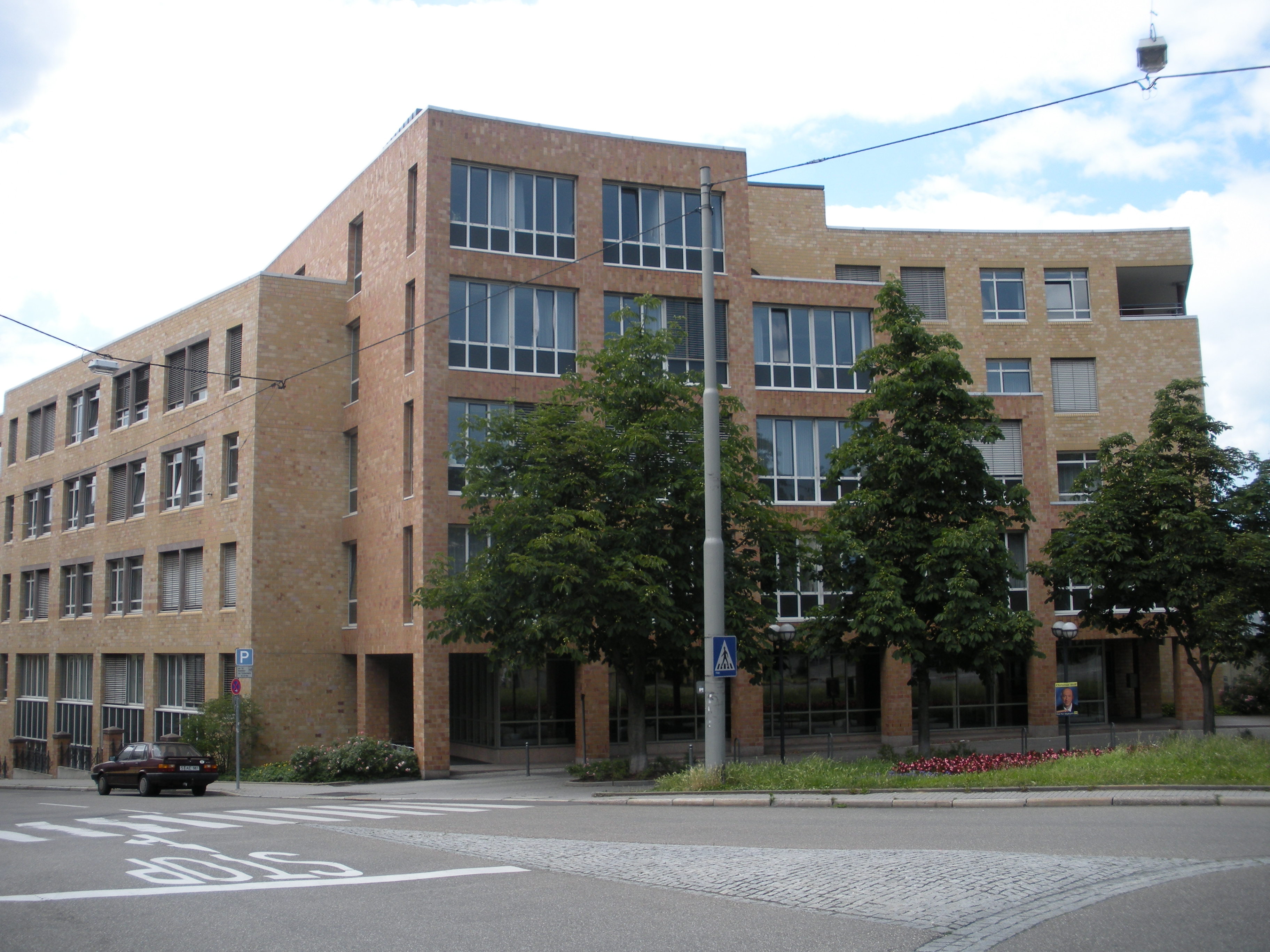
Sitz des Ministeriums für Ländlichen Raum und Verbraucherschutz am Kernerplatz 10 in Stuttgart

Das Ministerium für Ernährung, Ländlichen Raum und Verbraucherschutz Baden-Württemberg (MLR) ist eine Oberste Landesbehörde. Es ist eines von zwölf Ministerien in der Verwaltung des Landes Baden-Württemberg. Die Behörde hat ihren Sitz in der Kernerplatz 10 in der Landeshauptstadt Stuttgart.

## Leitung
Minister ist seit 2016 Peter Hauk (CDU), Staatssekretärin ist seit 2021 Sabine Kurtz (CDU). Leitende Beamtin und Amtschefin ist seit 2024 Ministerialdirektorin Isabel Kling.
Die Landwirtschaftsminister seit 1945 finden sich in der Liste der Landwirtschaftsminister von Baden-Württemberg.

## Geschichte
Von 1952 bis 1953 hieß es Ministerium für Landwirtschaft und Ernährung, anschließend Ministerium für Ernährung, Landwirtschaft und Forsten, ab 1966 Ministerium für Ernährung, Landwirtschaft, Weinbau und Forsten, ab 1972 Ministerium für Ernährung, Landwirtschaft und Umwelt, ab 1980 Ministerium für Ernährung, Landwirtschaft, Umwelt und Forsten, ab 1987 Ministerium Ländlicher Raum, ab 2001 Ministerium für Ernährung und Ländlichen Raum, ab 2010 Ministerium für Ländlichen Raum, Ernährung und Verbraucherschutz und ab 2011 Ministerium für Ländlichen Raum und Verbraucherschutz Baden-Württemberg. Seit 2021 trägt es seine heutige Bezeichnung.

## Geschäftsbereiche
Das Ministerium ist zuständig für alle Fragen, die den ländlichen Raum, die Landwirtschaft, die Flurneuordnung, das Vermessungs- und Geoinformationswesen, die Ernährung, die Lebensmittelüberwachung, das Veterinärwesen und den Wald betreffen.
Es gibt die folgenden Geschäftsbereiche:
1. Verbraucherschutz (außer humanmedizinische Beurteilungen), Ernährungsangelegenheiten und Verbraucherinformation in Ernährungsfragen;
2. Sicherheit der Lebensmittel pflanzlicher und tierischer Herkunft, Lebensmittelüberwachung, Chemische und Veterinäruntersuchungsämter;
3. Veterinärwesen und Tierschutz, Staatliches Tierärztliches Untersuchungsamt Aulendorf – Diagnostikzentrum;
4. Gestaltung und Pflege der Kultur- und Erholungslandschaft als oberste Landwirtschafts- und Forstbehörde, Biotoppflege und Biotopvernetzung im Wald sowie außerhalb von Naturschutz- und Landschaftsschutzgebieten, Extensivierung und Ökologisierung der land- und forstwirtschaftlichen Flächen;
5. Naturschutz und Landschaftspflege (einschließlich Ausgleichsleistungen) und Biotop- und Artenschutz als oberste Naturschutzbehörde, Bezirksstellen für Naturschutz und Landschaftspflege, Naturschutzfonds;
6. Landespflege, Landeskultur, Landschaftsentwicklung und -planung, Agrarökologie, landschaftsbezogenes Erholungswesen;
7. Koordinierung der Planung für den ländlichen Raum, Strukturmaßnahmen Ländlicher Raum;
8. Landwirtschaft einschließlich Weinbau und Gartenbau; nachwachsende Rohstoffe einschließlich energetischer Nutzung von Biomasse; Jagd und Fischerei, ländliche Hauswirtschaft;
9. Flurneuordnung und Landentwicklung;
10. Vermessungs- und Geoinformationswesen; (der Bereich gehört jetzt zum 2021 neugegründeten MLW)
11. Beratung, Betreuung, fachliche Aus- und Weiterbildung, Fachschulen, Forschungs- und Versuchswesen im land- und forstwirtschaftlichen Bereich;
12. Ausgleichsleistungen für die Land- und Forstwirtschaft;
13. Pflanzenschutz und Waldschutz, produktionsbezogener Bodenschutz, Düngung;
14. Forstwirtschaft, Forstplanung, Waldbesitzstruktur;
15. Verwaltung des staatlichen Forstvermögens, Fachaufsicht über die staatlichen Domänen und den landwirtschaftlichen Streubesitz, land- und forstwirtschaftlicher Grundstücksverkehr;
16. Agrarmarkt, fachliche Betreuung der Ernährungswirtschaft, Sicherung der Versorgung mit Nahrungsmitteln, Vermarktung, Förderung der Be- und Verarbeitung landwirtschaftlicher Erzeugnisse; Qualitätsprüfungen.

## Nachgeordnete Dienststellen
Dem Ministerium sind unter anderem folgende Dienststellen, Behörden und Einrichtungen unterstellt beziehungsweise zugeordnet beziehungsweise werden von diesem direkt oder indirekt beaufsichtigt:
- Landesamt für Geoinformation und Landentwicklung (LGL) mit den Standorten Stuttgart, Kornwestheim und Karlsruhe – entstanden am 1. Januar 2009 durch Fusion des Landesvermessungsamtes Baden-Württemberg und des Landesamtes für Flurneuordnung und Landentwicklung Baden-Württemberg[3]
- Forstliche Versuchs- und Forschungsanstalt mit Sitz in Freiburg im Breisgau
- Haupt- und Landgestüt Marbach mit Sitz in Gomadingen
- Landesanstalt für Landwirtschaft, Ernährung und Ländlichen Raum mit Sitz in Schwäbisch Gmünd
- Landwirtschaftliches Technologiezentrum Augustenberg mit Sitz in Karlsruhe (entstanden aus der Landesanstalt für Pflanzenbau mit Sitz in Rheinstetten, der Landesanstalt für Pflanzenschutz mit Sitz in Stuttgart, der Staatliche Landwirtschaftliche Untersuchungs- und Forschungsanstalt Augustenberg mit Sitz in Karlsruhe; die Landesanstalt hat Außenstellen an den früheren Sitzen)
- Landesanstalt für Schweinezucht mit Sitz in Boxberg
- Akademie für Landbau und Hauswirtschaft mit Sitz in Kupferzell
- Staatliche Lehr- und Versuchsanstalt für Gartenbau mit Sitz in Heidelberg
- Landwirtschaftliches Zentrum für Rinderhaltung, Grünlandwirtschaft, Milchwirtschaft, Wild und Fischerei Baden-Württemberg mit Sitz in Aulendorf (entstanden aus der Staatlichen Lehr- und Versuchsanstalt für Viehhaltung und Grünlandwirtschaft mit Sitz in Aulendorf und der Staatlichen Milchwirtschaftlichen Lehr- und Forschungsanstalt mit Sitz in Wangen im Allgäu)
- Staatliche Lehr- und Versuchsanstalt für Wein- und Obstbau mit Sitz in Weinsberg
- Staatliches Weinbauinstitut mit Sitz in Freiburg im Breisgau
- Chemische und Veterinäruntersuchungsämter (CVUA) Stuttgart (Sitz Fellbach), Sigmaringen, Freiburg im Breisgau und Karlsruhe
- Staatliches Tierärztliches Untersuchungsamt (STUA) Aulendorf/Diagnostikzentrum

## Trivia
Die Bezeichnung des Ministeriums für Ernährung, Ländlichen Raum und Verbraucherschutz Baden-Württemberg entspricht nicht der deutschen Rechtschreibung aufgrund der Großschreibung des Begriffs „Ländlichen“. Da es sich um eine Eigenbezeichnung handelt, ist die Schreibweise verbindlich.